# Santa Salut

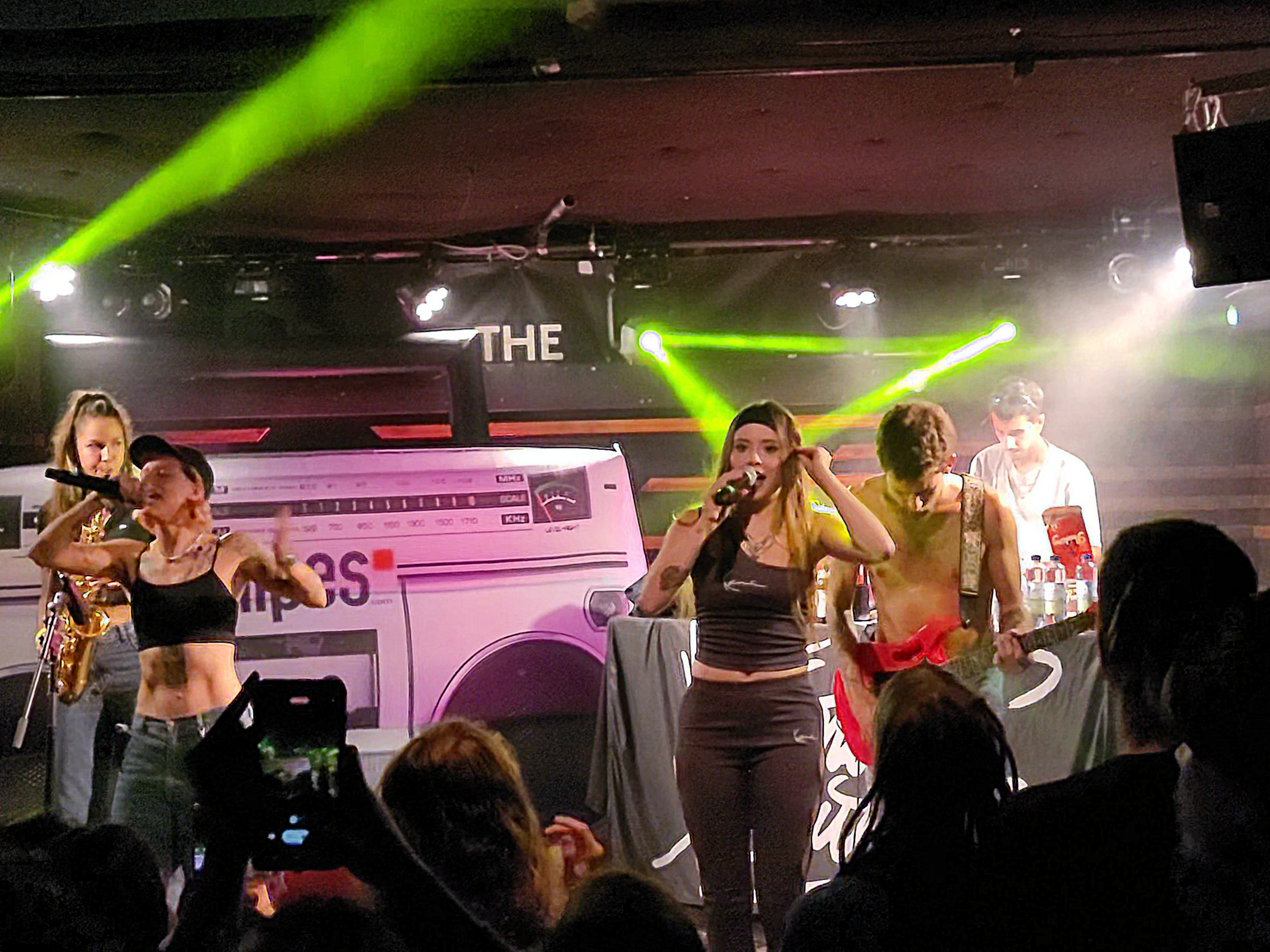
Santa Salut (Mitte rechts) bei einem Auftritt in Berlin

Santa Salut, bürgerlich Salut Cebrià (* 21. Juni 1998 in Sabadell, Vallès Occidental, Spanien) ist eine katalanische Rapperin mit Texten auf Katalanisch und Spanisch.

## Leben und Werk
Ihren ersten Auftritt hatte Santa Salut im Jahre 2017. Die Texte ihrer Lieder behandeln antikapitalistische, antifaschistische, antirassistische und feministische Themen. Sie tritt oft mit anderen aufstrebenden, spanischen Female-MCs wie Elane oder den Las Ninyas del Corro auf. Außerdem arbeitete sie bereits mit der in Spanien sehr bekannten Punkband Kaos Urbano zusammen. Sie spielt regelmäßig auf Musikfestivals sowie Solokonzerte im spanischen Raum.
Der deutschsprachige Blog 365 Female MCs der Autorin und Musikpromoterin Lina Burghausen beinhaltet ebenfalls eine Seite, die sich mit Santa Salut befasst. Dort heißt es:

„Stilistisch orientiert sie sich dabei immer an sehr roughem und klassischem Rap und setzt ihre aggressiv performten Lines immer an den richtigen Platz. Sie hält damit an dem HipHop der 90er Jahre fest, weil sie eine Veränderung im Genre feststellt und dies auch als Natur der Dinge begreift, den HipHop ihrer Jugend aber nicht verschwinden sehen will. So macht sie sich mit ihrer Musik selbst zur Botschafterin dieser vom Aussterben bedrohten Rapart. 
Stoff für ihre Lines findet Santa Salut in ihrem Alltag, ihrer Wut und der Gesellschaft: In ihren Texten formuliert sie eine klar definierte feministische Agenda, mit der sie sich für die Gleichstellung aller Geschlechter stark macht. Auch sie selbst hat sich von rappenden Frauen* inspirieren lassen und möchte dies nun an die nächste Generation weitergeben. Zusammen mit der spanischen Rapperin Elane bespielte sie nicht nur zahlreiche Clubs, sondern brachte auch die emanzipatorische Hymne „El Rap Cura“ raus – Rap als ‚Heilung’ bzw. Werkzeug gegen den Sexismus in und außerhalb der eigenen Szene. (…) Eines bleibt aber in allen Songs dieser jungen Rapperin gleich: eine standfeste Haltung und brutaler Rap, der bis ins Mark empowert.“

Außerdem konnte Santa Salut den Song (No)Cima zum Projekt A Colors Show sowie den Song Un Altre Peto zum Projekt A Colors Encore der deutschen Musikplattform ColorsxStudios beitragen, in dem aufstrebende Künstler in einem minimalistischen Design Songs performen.
Im Juli 2022 hatte Santa Salut auf dem Kulturfestival Gräfelfing ihren ersten Auftritt in Deutschland.

## Diskographie

### Alben
- Conversaciones Internas (2019)
- Discordia (2022)
- Queens of Groove (2025)

### Singles
- Bubbaloo (2017)
- Sin Pasaje (2019)
- Bala Perdida feat. Adala (2019)
- Bastardas feat. Las Ninyas del Coro (2019)
- Cállate feat. Kaos Urbano (2019)
- 90 Retro
- Támesis
- Marcada
- Herida Abierta
- Duro (2020)
- Morfeo (2020)
- Bonsai (2023)
- Sweet Weekend (2023)
- Sugar Mamma (2023)